# Heonae
Drottning Heonae (Hangul: 헌애왕후, Hanja: 獻哀王后), född 964, död 1029, var en koreansk drottning och regent, även känd som änkedrottning Heonae (Hangul: 천추태후, Hanja: 千秋太后). Hon var gift med sin kusin kung Gyeongjong av Goryeo, och Koreas regent från 997 till 1007 under sin son Mokjong av Goryeos minderårighet.

## Biografi
Heonae var dotter till prins Wang Uk och sondotter till kung Taejo av Goryeo. Hon växte upp vid det kungliga hovet och uppfostrades av sin farmor drottningen. 
Heonae gifte sig vid sexton års ålder med sin kusin kungen strax efter att han besteg tronen 980. Hon var den enda av hans tre hustrur som födde en son och tronarvinge, och fick en inflytelserik position på grund av detta. Vid makens död efter bara ett års regering 981 efterträddes han dock av hennes bror, prins Seongjong, då hennes son endast var en spädbarn. Hennes bror försökte under sin regeringstid hålla henne undan allt inflytande genom att poängtera konfucianismens ideal om lydnad, tystnad och kyskhet för kvinnor. När han fick reda på att hon hade ett förhållande med munken Kim Chi-yang, lät han förvisa honom, och frånta henne vårdnaden om hennes son.

### Regent
Heonaes bror efterträddes vid sin död 997 av hennes son Mokjong, som återkallade henne till hovet. Hon antog formellt namnet Cheonchu, efter sitt nya bostadspalats. Hennes son var då sjutton år gammal, och var enligt lagen gammal nog att regera själv. Trots detta lät han utnämna sin mor till sin regent, vilket var unikt i Koreas historia. Hon etablerade fredliga relationer med Kina och Khitai, stärkte militären och uppförde befästningar: hon stärkte kungamakten, utökade byråkratin och tillämpade meritokrati i sina utämningar. Till skillnad från sin bror gynnade hon buddhismen snarare än konfucianismen.
Heonaes son var barnlös, möjligen för att han var homosexuell. Hon lät återkalla sin älskare Kim Chi-yang, som hon utnämnde till minister, och med vilken hon år 1003 fick en son. Det har påståtts att hon beslöt att skaffa barn med sin älskare för att skaffa sig en tronföljare istället för att låta tronen gå vidare till sin systerson prins Daeryangwon. Hon försökte få sin yngre son utnämnd till sin äldre sons tronföljare, och gjorde flera misslyckade försök att döda prins Daeryangwon eller få honom att bli munk.
År 1009 iscensatte general Gang Jo en statskupp, avsatte kung Mokjong och avrättade honom, hans halvbror och hans mors älskare, och ersatte honom på tronen med prins Daeryangwon, som besteg tronen under namnet Hyeonjong. Drottning Heonae själv förvisades till Hwangju. Heonae fick år 1029 tillstånd att återvända till huvudstadens kungliga palats Sungdeok, där hon avled samma år.

## Eftermäle
Det faktum att hon regerade trots att hennes son var myndig och att hon hade en älskare gjorde att hon länge, i det konfucianska Koreas historia, fick ett dåligt eftermäle och beskrevs som maktgirig och sedeslös.

## Fiktion
Heonae spelas av Chae Shi-ra och Kim So-eun i KBS2:s TV-serie Empress Cheonchu från 2009.